# Easenhall
Easenhall est un village et une paroisse civile du Warwickshire, en Angleterre. Il est situé dans le nord du comté, à 7 km au nord-ouest de la ville de Rugby et à une quinzaine de kilomètres à l'est du centre-ville de Coventry. Administrativement, il dépend du borough de Rugby. Au recensement de 2011, il comptait 291 habitants.
Easenhall se trouve sur une route de campagne entre les villages de Harborough Magna à un mile à l'est et de Brinklow à deux miles à l'ouest. C'était à l'origine un village du domaine aristocratique Newbold Revel. On pense que le nom du village est dérivé de « OEsa's Hill », le nom étant enregistré pour la première fois dans les registres du XIIIe siècle comme Esenhull, Esenhill, Hessenhull et d'autres orthographes similaires.[2]
De la période anglo-saxonne au XIXe siècle, le village, faisant partie du domaine de Newbold Revel, faisait partie de la très grande paroisse des moines Kirby.[3] Depuis les réformes paroissiales du XIXe siècle, Easenhall est une paroisse civile distincte, mais fait maintenant partie de la paroisse ecclésiastique de Harborough Magna.[4]
Il y a une ancienne chapelle congrégationaliste sur la rue principale du village, datant de 1873, qui sert maintenant de salle des fêtes.[5] Un autre bâtiment remarquable sur Main Street est le pub Golden Lion qui date de 1640.[4]
Le chemin de fer West Coast Main Line et le Oxford canal traversent la paroisse au sud du village, la paroisse comprend également le hameau de Hungerfield.

## Galerie

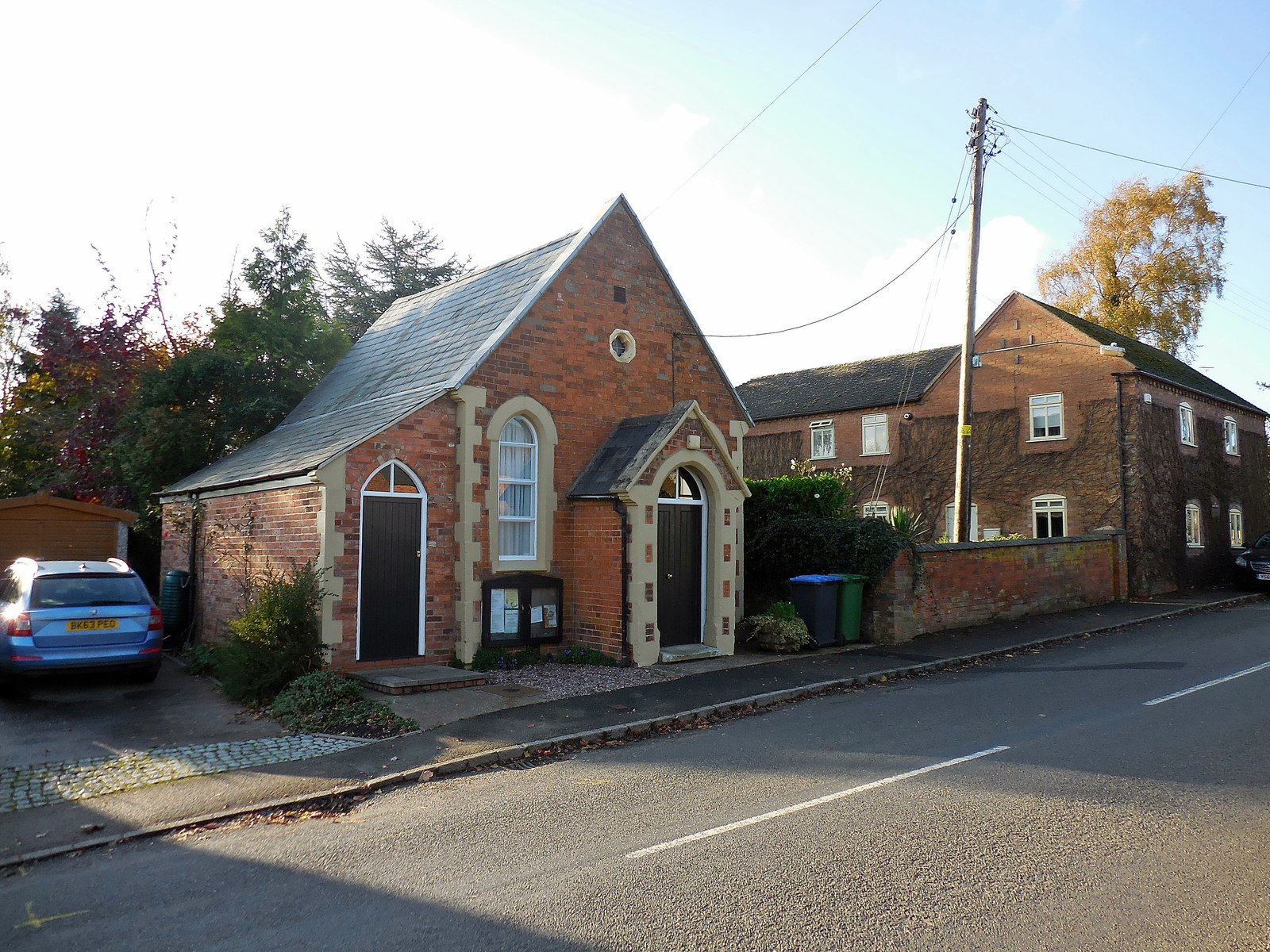
Easenhall Chapel.
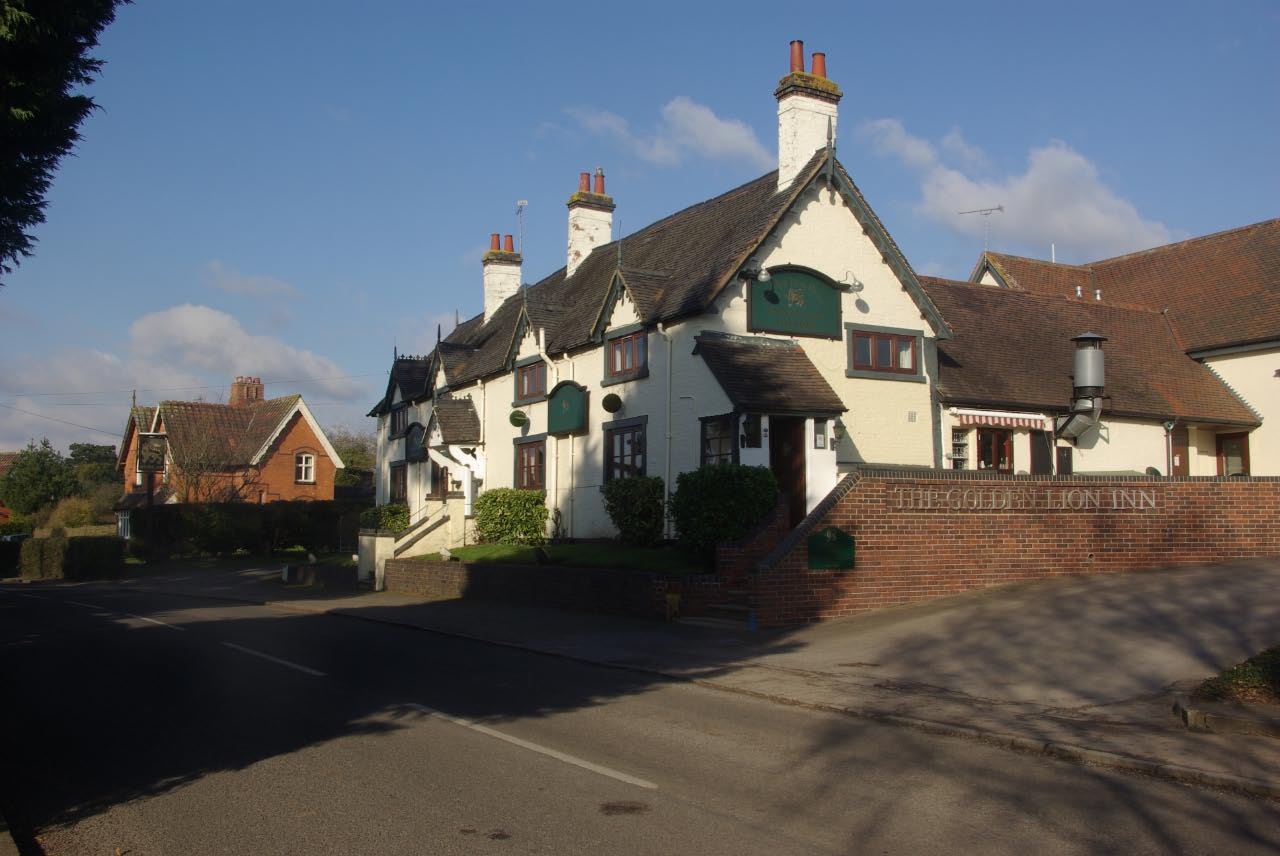
The Golden Lion.
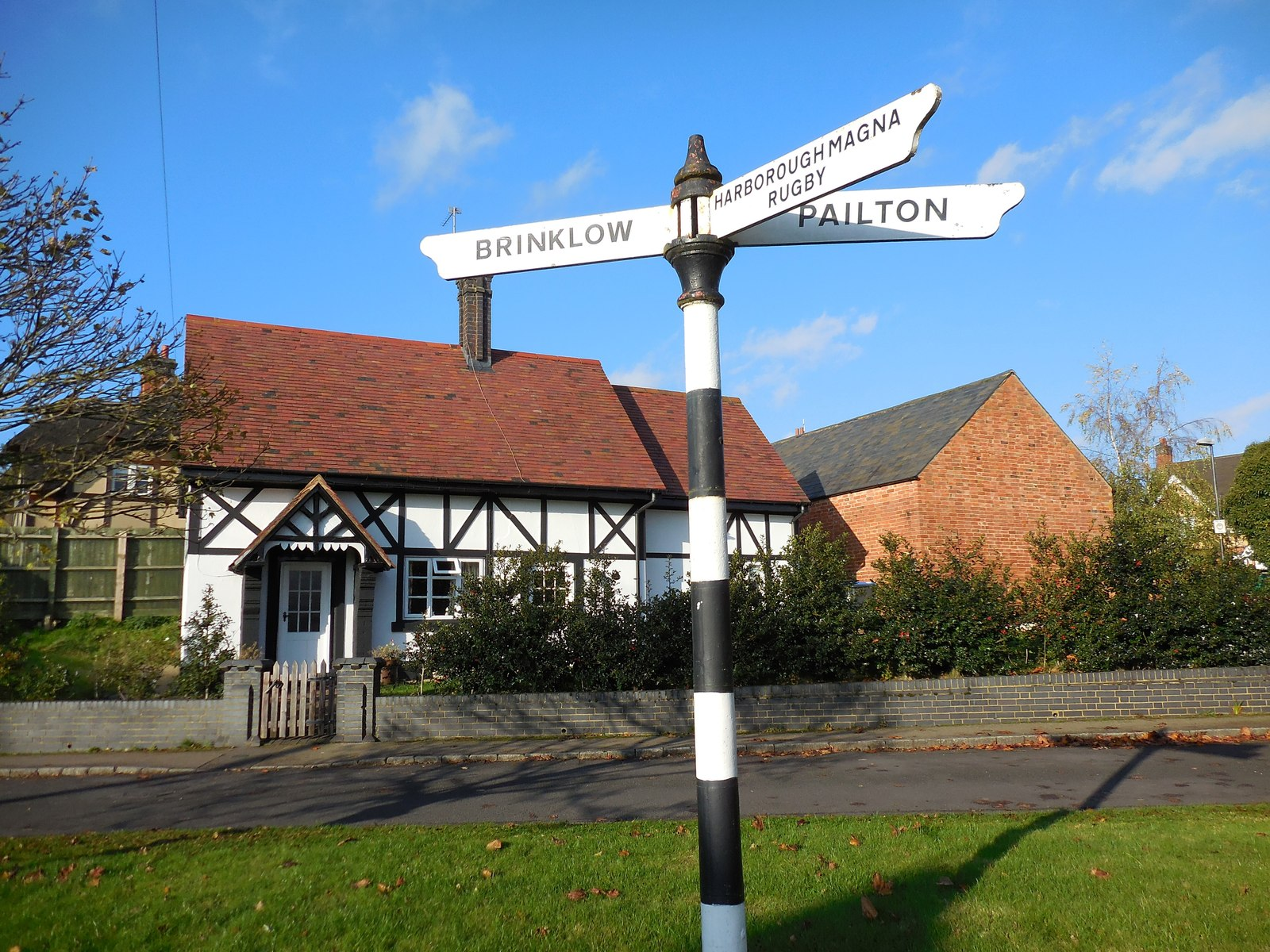
Cord Lane.